# Arctic Circle Raceway
Der Arctic Circle Raceway ist eine Rennstrecke bei Storforshei, rund 20 km nördlich von Mo i Rana, in der norwegischen Provinz Nordland. Die 1995 eröffnete Strecke ist die längste permanente Rennstrecke Norwegens und die am nördlichsten gelegene Rennsportanlage der Welt.

## Geschichte
Die Strecke wurde 1995 auf dem Gelände des alten Steinbruchs des Eisenerzbergwerks Rana Gruber errichtet. Sie entstand als Ausweichlocation des betreibenden lokalen Motorsportclubs NMK Rana in Folge der fehlgeschlagenen Pläne zur Erweiterung des Røssvoll Motorstadions. Die Planungen zum Bau der Strecke begannen 1988 mit ersten Kartierungsarbeiten und einem 3D-Modell, das zunächst noch eine andere Streckenführung vorsah. Die Pläne wurden nach den Vorgaben der FIM für eine Motorradstrecke erstellt da dem NMK Rana die Vorgaben der FIA zu restriktiv waren. Entwurf und Bau der Strecke erfolgten in Eigenregie von Mitgliedern des Motorsportclubs.
Nach einer Finanzkrise Anfang der 2000er Jahre wurde ACR vom norwegischen Motorsportverband übernommen.
Im Juli 2021 verkaufte der norwegische Motorsportverband seine 49 Prozent der Anteile am Arctic Circle Raceway an das in Rana und Bodø ansässige Unternehmen ACR AS, das aus einer Reihe regionaler Firmen besteht. Das Unternehmen hat eine Option auf den Kauf der restlichen 51 Prozent. Der neue Eigentümer gab Pläne für die Renovierung und Modernisierung der inzwischen 25 Jahre alten Anlage in Höhe von 50 Millionen Kronen bekannt, die in den nächsten 5 Jahren in die Instandhaltung und Modernisierung investiert werden sollen. Diese sollen ein neues Boxengebäude und einen neuen Belag der Strecke umfassen.

## Besonderheiten
Die Rennstrecke liegt etwa 30 km südlich des Nördlichen Polarkreises. Sie ist nicht nur die nördlichste Rennstrecke Europas, sondern auch die weltweit am nördlichsten gelegene Motorsportanlage. Dies würde es in den Sommermonaten ermöglichen, ein 24-Stunden-Rennen komplett bei Tageslicht zu bestreiten. Mit einer Länge von 3,753 km ist sie die längste Asphaltrennstrecke in Norwegen.
Die Anlage umfasst auch eine Motocross-Strecke und eine Kartbahn.

## Veranstaltungen
Ab 1999 war die Schwedische Tourenwagen-Meisterschaft (STCC) mehrfach in Mo i Rana am Start. Zuletzt war dies jedoch 2004 der Fall. Beide Läufe konnten damals von Richard Göransson auf einem BMW gewonnen werden. Seit 2005 wird der norwegische Lauf der STCC aber auf der Vålerbanen bei Flisa ausgetragen. Heutzutage finden auf der Strecke zumeist Fahrtrainings und Clubveranstaltungen statt, nicht einmal mehr die in Norwegen heimischen Rennsport-Meisterschaften besuchen den Arctic Circle Raceway.
Auf der 11 m breiten Asphaltbahn werden jahreszeitlich bedingt auch Wettbewerbe für andere Sportarten, so für Radrennen, Laufen, Skiroller, Skilanglauf und eine Vielzahl von Parasportarten ausgetragen.
Die Rennstrecke ist Heimbahn des Arctic Circle Motorsportklubb, des NMK Rana und des Streckensicherungsklubs Rana Racing Security.